# Rok Bessela
Rok Bessela – okres między kolejnymi przejściami Słońca przez punkt o długości ekliptycznej 280°. Początek roku Bessela wypada zawsze na początku stycznia w tej samej chwili na całej Ziemi – niezależnie od geograficznego położenia obserwatora. Długość roku Bessela jest równa rokowi zwrotnikowemu i wynosi 365d05g48m46s.
Nazwa upamiętnia astronoma Friedricha Wilhelma Bessela.